# アカンサス
アカンサス（莨菪花、羅: Acanthus）またはハアザミ（葉薊）は、広義にはキツネノマゴ科ハアザミ属（アカンサス属、学名: Acanthus） の植物を総称していうが、普通は特に観賞用に栽培されるA. mollisを指す。その名前にはギリシア語で「トゲ」と言う意味がある。
アザミに似た形の葉は古代ギリシア以来、建築物や内装などの装飾のモチーフとされる。特にギリシア建築のオーダーの一種、コリント式オーダーはアカンサスを意匠化した柱頭を特色としている。ギリシアの国花。アカンサスをモチーフとした柄は絨毯にもしばしば用いられ、ビザンチンリーフとして知られる。
大型の常緑多年草で、地中海沿岸（北西アフリカ、ポルトガルからクロアチア）の原産。葉には深い切れ込みがあり、光沢があり、根元から叢生して長さ1m、幅20cmほどになる。晩春から初夏に高さ2mほどの花茎を出し、緑またはやや紫がかったとがった苞葉とともに花をつける。花弁は筒状で、色は白、赤などがある。乾燥にも日陰にもまた、寒気にも強い。
アカンサス属は約30種からなり、地中海沿岸を中心に分布する。A. mollis のほかA. spinosus なども栽培される。

## 栽培
株分け・根伏せ・実生で増やす。株分け・根伏せは春と秋に行う。株分けは生長した子株を切り分けて植え付け、根伏せは根を適当な長さに切って植え付ける（やがて芽を出して生長を開始する）。タネは1cm以上ある大きなもので、よく発芽する。ソメイヨシノが咲く頃、直まきにし、2cmほど覆土をする。
耐寒性は比較的強く、地域によっては霜よけは不要。大きな苗は移植が難しい。